# Việt Nam tại Thế vận hội Mùa hè 1972
Tại Thế vận hội Mùa hè 1972 ở Munich (Tây Đức), Việt Nam Cộng hòa đại diện Việt Nam tham dự với 2 vận động viên tranh tài ở 1 môn thể thao là bắn súng.
Đây là lần Việt Nam có số vận động viên tham gia ít nhất kể từ khi Việt Nam tham gia Thế vận hội lần đầu tiên vào năm 1952 ở Helsinki, Phần Lan. Thậm chí ít hơn rất nhiều so với con số 16 vận động viên tham gia vào năm 1964 ở Tokyo, Nhật Bản.

## Hoàn cảnh tham gia
Sau 2 biến cố lớn là tết Mậu Thân 1968 và mùa hè đỏ lửa 1972, Việt Nam Cộng hòa vẫn cố gắng gửi đội tuyển thể thao gồm 2 vận động viên tham dự Olympic mùa hè năm 1972 ở Munich lần cuối cùng trước khi sụp đổ năm 1975.
Sau này, Việt Nam tham dự Thế vận hội với tư cách "Cộng Hòa Xã Hội Chủ nghĩa Việt Nam" lần đầu tiên vào năm 1980.

## Bắn súng
Nội dung 50m súng ngắn tự do nam:
- Hồ Minh Thu, thành tích: 524 điểm, xếp thứ 49/59 vđv
- Hoàng Thị Hương, thành tích: 487 điểm, xếp thứ 56/59 vđv